# Juan de Álava

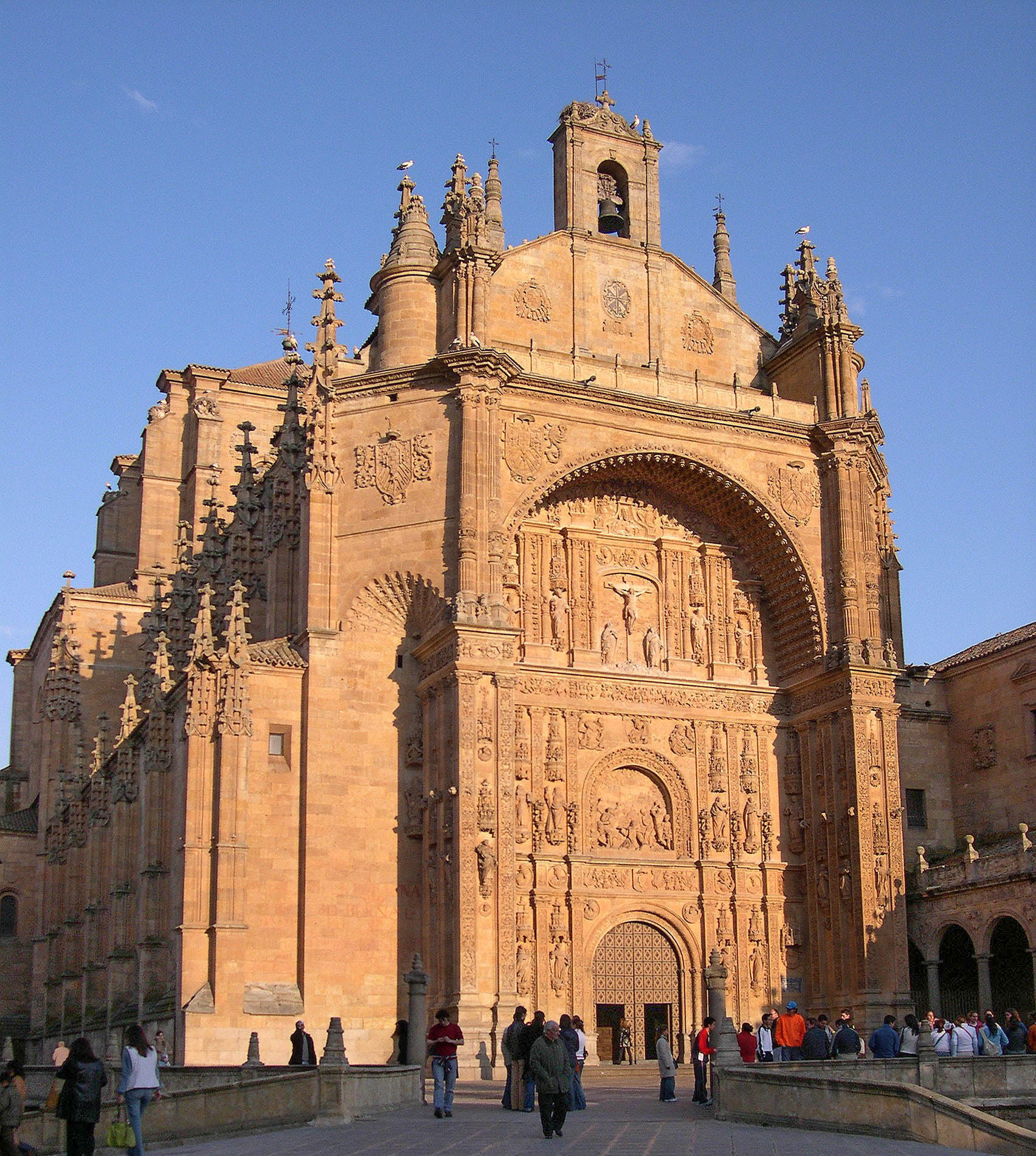
Façana del convent de Sant Esteve de Salamanca

Juan de Álava, (Larrionoa, Àlaba, 1480 - Salamanca, 1537), (anomenat també Juan de Ibarra) va ser un arquitecte espanyol que es va formar a l'escola estètica del gòtic espanyol del període dels Reis Catòlics, al qual va incorporar novetats renaixentistes, estant un dels iniciadors de l'estil plateresc.
Sembla que va ser deixeble de Juan Gil de Hontañón.
Va ser un arquitecte que es va centrar més en els elements decoratius que als tècnics, fins a un punt que les seves ornamentacions desdibuixen les formes estructurals. La influència renaixentista (l'ús de grotescs) es deu a un possible viatge a Itàlia entre el 1502 i 1503. El 1515, juntament amb Enrique Egas va ser el responsable de la capella reial de Sevilla. El 1517 se'n va fer càrrec de la construcció de la façana principal de la catedral de Plasència.
Va treballar principalment a Salamanca on, entre 1520 i 1535 va dirigir les obres de la Catedral Nova de Salamanca, la façana de la qual va decorar amb elements renaixentistes, grotescs i d'altres elements de clara referència medieval com les estàtues de sants situats en cartel·les sota dosserets gòtics, la façana del Convent de Sant Esteve o la capella de la Universitat. Entre 1521 i 1525 va realitzar diversos treballs per encàrrec de l'arquebisbe Fonseca a Santiago de Compostel·la, com el claustre de la Catedral, la capella de les Relíquies i la capella de la Concepció i, a Salamanca, el Col·legi Major de Santiago el Zebedeu o Col·legi de Fonseca. Va participar també en la construcció de la Col·legiata de Santa Maria de Valladolid.
Juan de Álava és considerat un dels més destacats representants del plateresc espanyol, ja que va ser el que millor va assimilar el concepte decoratiu propi del Renaixement italià però adaptant-lo a un art autènticament espanyol.